# Dwars door België 1992
De 47e editie van Dwars door België werd verreden op woensdag 25 maart 1992. De start en finish lagen in Waregem, de afstand bedroeg 200 km. Het was na een aantal jaren op donderdag te zijn gehouden nu weer op woensdag Dwars door België.

## Wedstrijdverloop
140 renners gingen van start in Waregem. Door de harde wind ontstond er al na 25 km koers een waaier van 22 renners. Door een gesloten overweg in Wevelgem kwam alles weer bij elkaar. Ballerini viel aan op de Côte de les Hauts, onder andere Van Hooydonck en Museeuw schoven mee. In de klim en opvolgende afdaling sloten nog meer renners aan zodat er een kopgroep van 24 renners ontstond. De maximale voorsprong schommelde rond de 50". Pas tussen de Eikenberg en de Oude Kwaremont wist het peloton weer aansluiting te vinden. In de klim van de Oude Kwaremont waren Van Hooydonck, Ballerini en Museeuw opnieuw actief en er ontstond een nieuwe kopgroep van 29 renners. In de klim van de Tiegemberg moesten 8 renners lossen, waaronder Museeuw met een lekke band. Door een demarrage van De Wilde ontstond een kopgroep van 10 renners die op 35 km van de streep 1'40" op de 2e groep hadden. In Waregem was dit nog slechts een kleine minuut. De 2e groep werd in de 2e klim van de Nokereberg bijgehaald door het peloton en op 4 km van de finish was ook de kopgroep bijgehaald. Nelissen en Planckaert brachten sprinter Ludwig perfect in stelling en deze won in deze editie van Dwars door België.

## Hellingen
De volgende hellingen moesten in de editie van 1992 beklommen worden:

## Uitslag
| Dwars door Vlaanderen 1992 |                        |       |          |
| Plaats                     | Naam                   | Ploeg | Tijd     |
| Winnaar                    | Olaf Ludwig            |       | 4u46'00" |
| 2                          | Michel Zanoli          |       | z.t.     |
| 3                          | Jean-Pierre Heyndrickx |       | z.t.     |
| 4                          | Johan Museeuw          |       | z.t.     |
| 5                          | Wilfried Nelissen      |       | z.t.     |
| 6                          | Jan Bogaert            |       | z.t.     |
| 7                          | Adrie van der Poel     |       | z.t.     |
| 8                          | Jan Goessens           |       | z.t.     |
| 9                          | Mario Traxl            |       | z.t.     |
| 10                         | Marcel Wüst            |       | z.t.     |

1945 · 1946 · 1947 · 1948 · 1949 · 1950 · 1951 · 1952 · 1953 · 1954 · 1955 · 1956 · 1957 · 1958 · 1959 · 1960 · 1961 · 1962 · 1963 · 1964 · 1965 · 1966 · 1967 · 1968 · 1969 · 1970 · 1971 · 1972 · 1973 · 1974 · 1975 · 1976 · 1977 · 1978 · 1979 · 1980 · 1981 · 1982 · 1983 · 1984 · 1985 · 1986 · 1987 · 1988 · 1989 · 1990 · 1991 · 1992 · 1993 · 1994 · 1995 · 1996 · 1997 · 1998 · 1999 · 2000 · 2001 · 2002 · 2003 · 2004 · 2005 · 2006 · 2007 · 2008 · 2009 · 2010 · 2011 · 2012 · 2013 · 2014 · 2015 · 2016 · 2017 · 2018 · 2019 · 2020 · 2021 · 2022 · 2023 · 2024 · 2025

Lijst van beklimmingen